# پولبانی
پولبانی (به انگلیسی: Phulbani) یک منطقهٔ مسکونی در هند است که در بخش کاندامال واقع شده‌است. پولبانی ۳۷٬۳۷۱ نفر جمعیت دارد و ۴۸۵ متر بالاتر از سطح دریا واقع شده‌است.